# Витале, Джо
Джо Витале (англ. Joseph «Joe» Vitale; 29 декабря 1953 года, Найлс, Огайо, США) — предприниматель, автор книг по самопомощи, певец, наиболее известный по фильму «Тайна». Основные книги — «Ключ», «Как ввести покупателя в транс», «Новая психология продаж и маркетинга» и «Каждую минуту рождается ещё один покупатель».

## Биография
Джозеф Витале родился в Найлсе, штат Огайо, 29 декабря 1953 года. Позднее переехал в Кент, штат Огайо, где поступил в Кентский государственный университет. Начал свою карьеру как копирайтер в Хьюстоне, штат Техас. В 1984 году Витале написал свою первую книгу «Дзен и искусство письма». В 1995 году он написал книгу «Гипнотическое письмо». Основная работа «Ключ» (The Key, 2008).
В число его клиентов входит Красный Крест, Public Broadcasting Service, детская больница Children’s Memorial Hermann Hospital. Последователь развития новой формы духовности современного мира. Учитель в стиле оккультного движения «Новое мышление». Работы Витале были отмечены в масс-медиа, включая журналы «Business Week» и «Success», ток-шоу «Larry King Live» и «The Oprah Winfrey Show». О нём пишут интернет-издания по всему миру. Джо Витале принял участие в четырёх картинах, включая роль приглашённой звезды в фильме Тайна.

## Публикации
1. Zen and The Art of Writing: A New Approach to Creative Expression, 1983.[5]
2. AMA Complete Guide to Small Business Advertising (with Anne Knudsen), November 1994[6].
3. Cyber Writing: How to Promote Your Product or Service Online (Without Being Flamed), September 6, 1996.[7]
4. There’s a Customer Born Every Minute: P.T. Barnum’s Secrets to Business Success, January 30, 1998.[8]
5. The E-Code: 33 Internet Superstars Reveal 43 Ways to Make Money Online Almost Instantly—Using Only E-Mail! (with Jo Han Mok), May 19, 2005[9]
6. There’s a Customer Born Every Minute: P.T. Barnum’s Amazing 10 «Rings of Power» for Creating Fame, Fortune, and a Business Empire Today — Guaranteed! (with Jeffrey Gitomer), April 14, 2006[10]
7. Meet and Grow Rich: How to Easily Create and Operate Your Own «Mastermind» Group for Health, Wealth, and More (with Bill Hibbler), August 18, 2006.[11]
8. The Attractor Factor: 5 Easy Steps for Creating Wealth (or Anything Else) from the Inside Out, October 27, 2006.
9. Hypnotic Writing: How to Seduce and Persuade Customers with Only Your Words, December 22, 2006.
10. Life’s Missing Instruction Manual : The Guidebook You Should Have Been Given at Birth, February 24, 2006.
11. Buying Trances: A New Psychology of Sales and Marketing, March 16, 2007.
12. How to Write and Publish Your Own eBook in as Little as 7 Days (with Jim Edwards), April 1, 2007.
13. The Seven Lost Secrets of Success: Million Dollar Ideas of Bruce Barton, America’s Forgotten Genius, September 28, 2007.
14. Inspired Marketing!: The Astonishing Fun New Way to Create More Profits for Your Business by Following Your Heart… (with Craig Perrine), March 21, 2008.
15. Your Internet Cash Machine: The Insiders Guide to Making Big Money, Fast! (with Jillian Coleman Wheeler), January 2, 2008.
16. Expect Miracles, October 1, 2008.
17. Zero Limits: The Secret Hawaiian System for Wealth, Health, Peace, and More (with Ihaleakala Hew Len), December 31, 2008.
18. The Key: The Missing Secret for Attracting Anything You Want by Joe Vitale, December 2, 2009.
19. The Awakening Course: The Secret to Solving All Problems, December 20, 2011.